# Fischer Jakab
Fischer Jakab (Dunaföldvár, 1860. november 11. – Budapest, 1920. december 17.) kórházi főorvos, közegészségügyi felügyelő, Makai Endre sebészorvos nagybátyja.

## Élete
Fischer Jakab Dunaföldváron született Fischer Antal Enoch rabbi és Hermann Anna (Nina) fiaként. Apja a pozsonyi jesiván végezte tanulmányait, majd a prágai egyetemen hallgatott filozófiát. A család később Makóra költözött. Édesanyja 1873-ban elhunyt, apja innentől fogva egyedül nevelte gyermekeit, Emilt, Jakabot, Herminát, Rozáliát, Reginát és Rizát. Emil később Makai Emil néven költő lett.
Fischer Jakab Makón töltött gyermekkora után Szegeden tanult a piarista gimnáziumban, de az árvíz miatt 1879-ben Újvidéken érettségizett. 1879 és 1885 között a Budapesti Tudományegyetem Orvosi karának hallgatója volt, majd 1885–1886-ban a bécsi helyőrségi kórházban teljesített katonai szolgálatot. 1886–1887-ben a budapesti Sebészeti Klinika műtő növendéke volt, 1888 és 1890 között pedig a Budai Magyar Királyi Országos Tébolyda segédorvosa. 1890-ben a Pozsonyi Állami Kórház főorvosává nevezték ki. 1892-től királyi törvényszéki orvosként működött.
Felesége Leitersdorf Hermina volt, akivel 1892-ben ismerkedett meg egy bálon. Régi pozsonyi családból származott, apja Leitersdorf Lipót pozsonyi háziúr, posztó nagykereskedő, városatya és közéleti személyiség volt. 1893 szeptemberében házasodtak össze. 18 évvel élte túl férjét, elhunyt 1938. november 3-án Budapesten. Fia Fischer Antal orvos, reumatológus, 1965-től az orvostudományok doktora volt.

## Munkássága
Az ő nevéhez fűződik a pozsonyi pszichiátriai osztály létrehozása, aminek csaknem harminc éven át vezetője volt. Az elmegyógyászati kezelés megteremtése mellett kimagasló tudományszervezési tevékenységet is végzett. Titkára volt a Pozsonyi Orvos-Természettudományi Egyesületnek is.
Cikkei a Gyógyászatban (1888. A hyoscin hatásáról, Az antifebrin az elmegyógyászatban, 1889. Reflexiók a beszámíthatóság kérdéséről, Elmezavar fellépése a bűncselekmény elkövetése után, 1891. Elmebajok gyermekeknél, 1892. Az elmegyengeség a törvényszék előtt), a Közegészségi Szemlében (1891-92. Az elmebetegügy Magyarországon), a Klinikai Füzetekben (1892. A neurastheniáról); több cikke megjelent a Fővárosi Lapokban, Nemzetben, Pesti Naplóban és a Nyugatmagyarországi Hiradóban. 
Közéleti tevékenységét az egyesület közleményei (évkönyvei) dokumentálják.
- 1856-1906 emlékmű. Szerk. Fischer Jakab és Ortvay Tivadar és Polikeit Károly. Pozsony, 1907.